# Sonntagskarseen
Die Sonntagskarseen sind mehrere Bergseen im Sonntagskar, einer Talung in den Schladminger Tauern im Untertal südlich von Schladming.
Das Kartal liegt am Fuß von Waldhorn (2708 m ü. A.) und Gnasen (2461 m ü. A.) und bildet den Talschluss des Riesachbachs.
In einem ehemaligen Gletscherboden befinden sich die Bergseen, der Untere Sonntagskarsee auf 1962 m ü. A. und der Obere Sonntagskarsee auf 2062 m ü. A., sowie diverse Lacken. Das Kar wird von einem Wasserfall abgeschlossen.
Der Kessel gehört – zusammen mit dem nördlich am Schareck (2062 m ü. A.) liegenden Kar des Trattensees – zum Naturschutzgebiet Klafferkessel im Gebiet der Schladminger Tauern, mit dieser westlich anschließenden Seengruppe.
Durch das Sonntagskar führt der Weg von der Preintalerhütte über die Rettingscharte zur Schwabalm am Schwarzensee im oberen Sölktal.

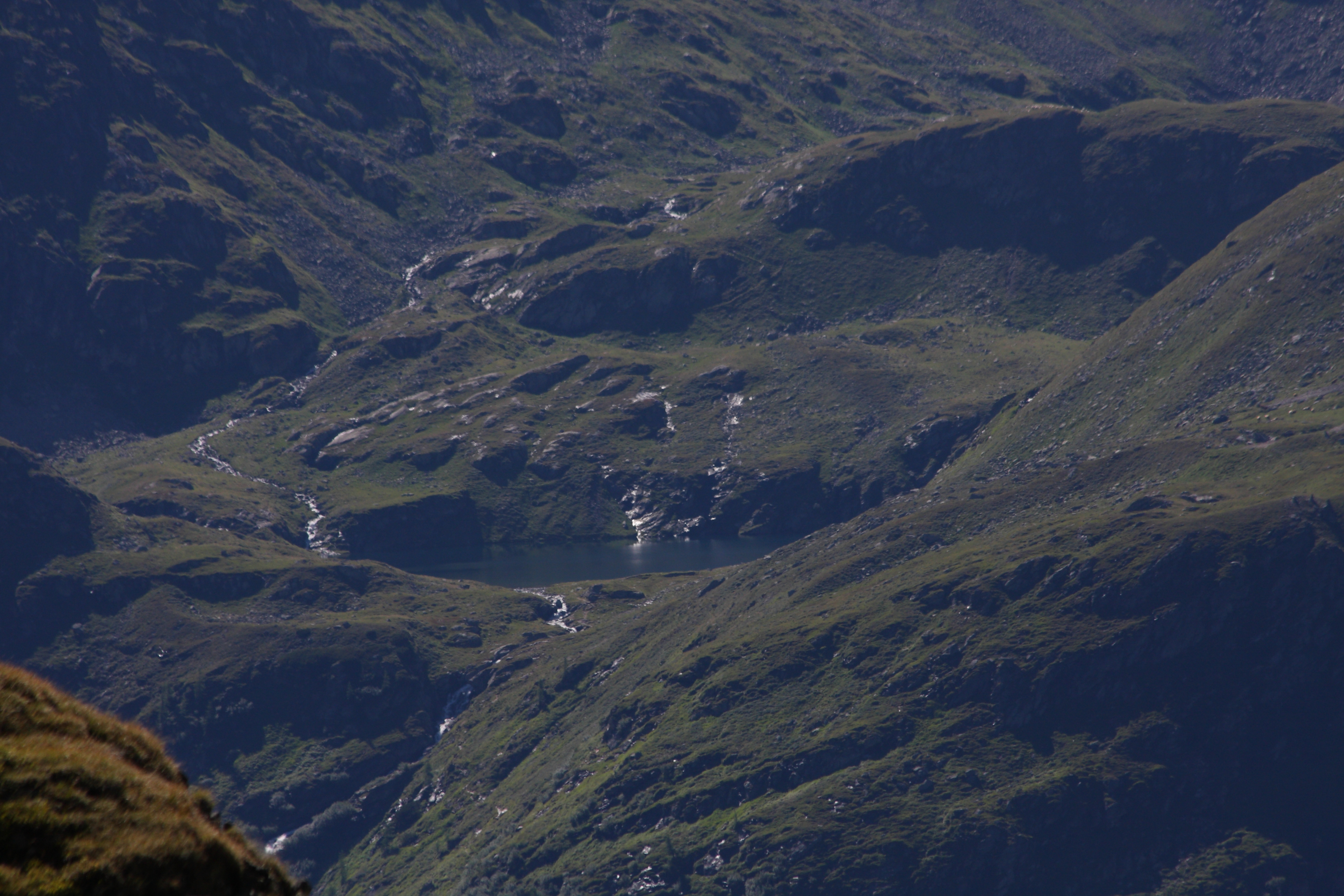
Unterer und dahinter Kessel des Oberen Sonntagskarsees
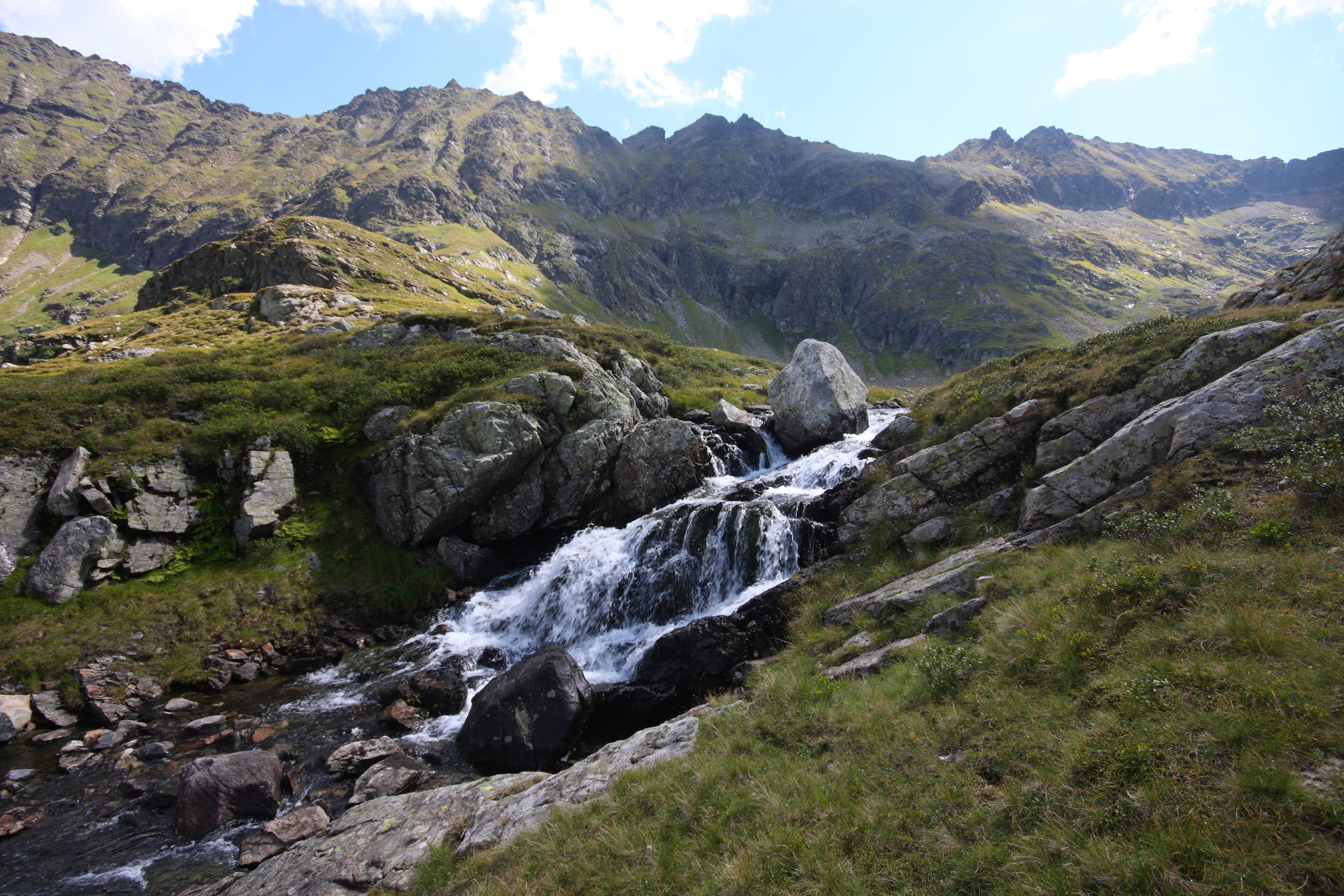
Der Beginn das Wasserfall, der den Auslass des Kares am unteren See bildet; hinten Zwilling und Großer Gnasen
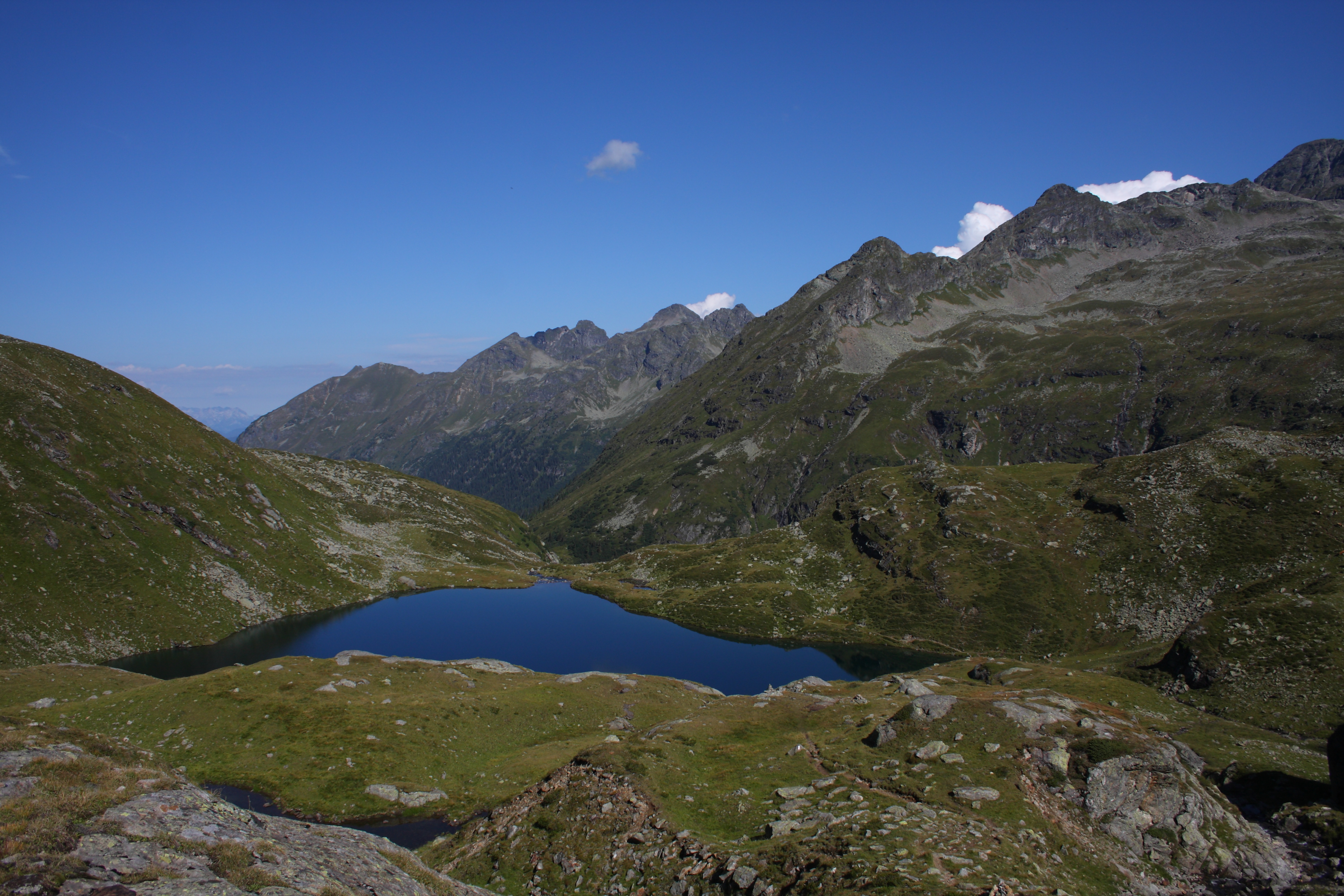
Unterer Sonntagskarsee, vom Oberen aus gesehen
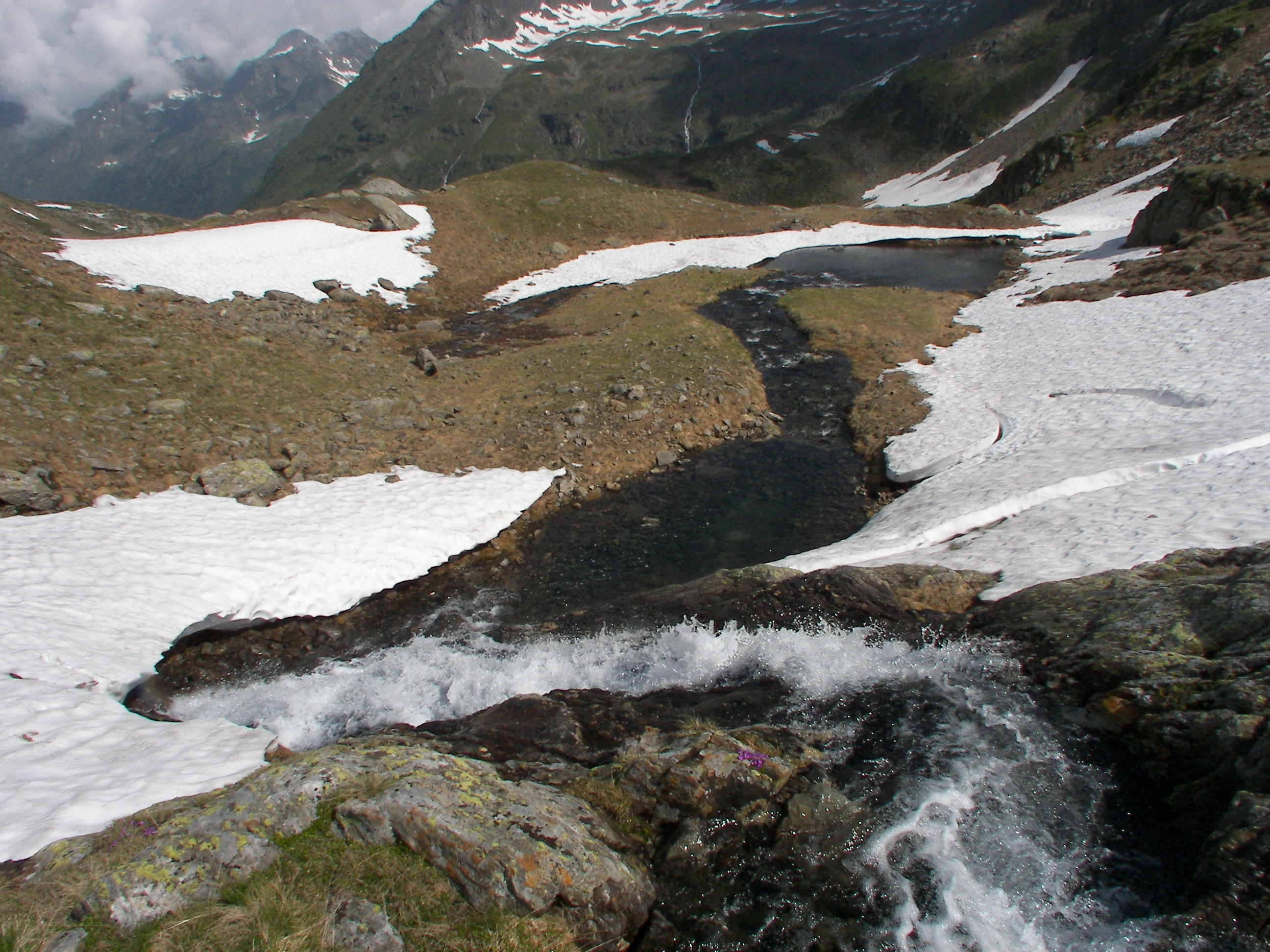
Schneereste und Gerinne im Kar
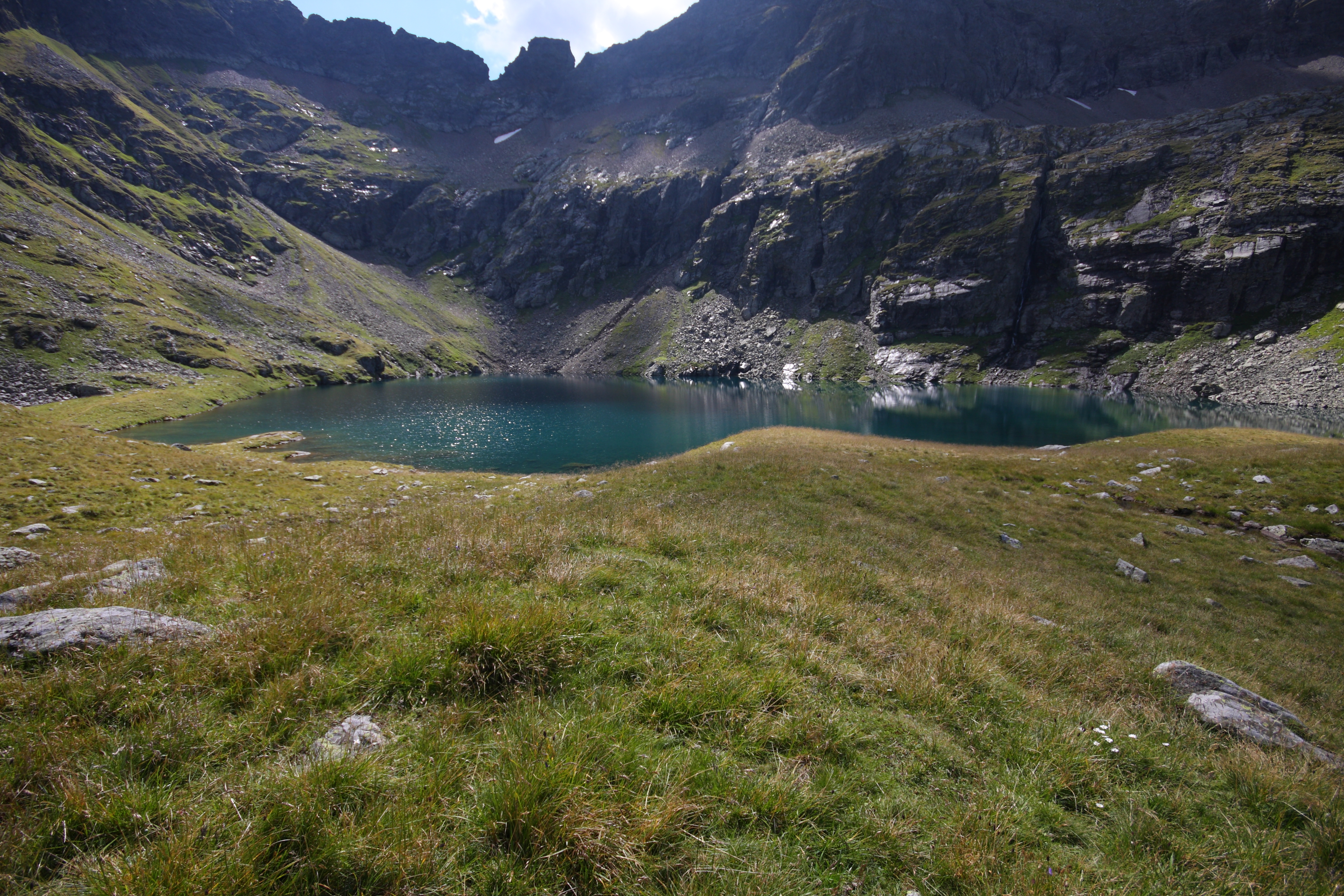
Oberer Sonntagskarsee, gegen Rettingscharte